# Santo António do Funchal
Santo António do Funchal es una freguesia portuguesa del concelho de Funchal, con 22,21 km² de superficie y 21.931 habitantes (2001). Su densidad de población es de 987,4 hab/km².
Historia
Inicialmente formada sólo por granjas pobladas en torno a una pequeña ermita dedicada a San Antonio, a mediados del siglo XVI fue elevada a parroquia, englobando también el barrio de la Madalena, de origen más remoto, agrupado en torno a la desaparecida ermita de Santa María Magdalena.